# Sybra pusio
Sybra pusio är en skalbaggsart som först beskrevs av Francis Polkinghorne Pascoe 1867.  Sybra pusio ingår i släktet Sybra och familjen långhorningar. Inga underarter finns listade i Catalogue of Life.